# Хох (индейская резервация)
Хох (англ. Hoh Indian Reservation) — индейская резервация, расположенная на Северо-Западе США в западно-центральной части штата Вашингтон.

## История
Индейцы хох ранее считались группой куилеутов, но сегодня признаются отдельным племенем. После подписания договора с правительством США 1 июля 1855 года племя переехало в свою резервацию.

## География
Резервация расположена в западно-центральной части штата Вашингтон на западе округа Джефферсон, в устье реки Хох, в 45 км к югу от города Форкса и в 129 км к северу от Абердина.
Общая площадь Шоулуотер-Бей составляет 3,54 км², из них 3,53 км² приходится на сушу и 0,013 км² — на воду. Штаб-квартира племени находится в городе Форкс.

## Демография
По данным федеральной переписи населения 2000 года, в резервации проживало 102 человека, из них, 81 были идентифицированы как индейцы.
В 2019 году в резервации проживало 113 человек. Расовый состав населения: белые — 4 чел., афроамериканцы — 0 чел., коренные американцы (индейцы США) — 105 чел., азиаты — 0 чел., океанийцы — 0 чел., представители других рас — 2 чел., представители двух или более рас — 2 человек. Плотность населения составляла 31,92 чел./км².

## Комментарии
1. ↑  Сам город не входит в состав резервации, а является лишь штаб-квартирой племени.